# August Rossbach
Georg August Wilhelm Rossbach (ur. 26 sierpnia 1823 w Schmalkalden, zm. 23 lipca 1898 we Wrocławiu) – niemiecki filolog klasyczny i archeolog.
Wykształcenie otrzymał na uniwersytetach w Lipsku i Marburgu. Stopień doktora habilitowanego uzyskał w 1852. Po uzyskaniu stopnia profesora nadzwyczajnego na uniwersytecie w Tybindze przeniósł się do Wrocławia w 1856, gdzie został profesorem filologii i archeologii. W 1866 został wybrany rektorem Königliche Universität Breslau.